# دالی دی لئون
دالی دی لئون (انگلیسی: Dolly de Leon؛ زادهٔ ۱۲ آوریل ۱۹۶۹) یک بازیگر سینما اهل کشور فیلیپین است. از فیلم‌ها یا برنامه‌های تلویزیونی که وی در آن نقش داشته است می‌توان به مثلث غم، جکپات! اشاره کرد. او که عمدتاً به خاطر فعالیت در فیلم‌های مستقل و تئاتر شناخته می‌شود، جوایز متعددی از جمله جایزه فاماس، جایزه گلدباگن، و جایزه انجمن منتقدان فیلم لس‌آنجلس، علاوه بر نامزدی جایزه گلدن گلوب و جایزه بفتا دریافت کرده است. وگ بریتانیا او را به عنوان یکی از ۳۱ ستاره مشهور جهان در سال ۲۰۲۳ معرفی کرد.

## اوایل زندگی
دالی ارنشاو دی لئون در ۱۲ آوریل ۱۹۶۹ در مانیل، فیلیپین به دنیا آمد. او کوچک‌ترین فرزند پدر و مادرش است که بومی ایلوکوس و ویسایاس هستند. مادرش، رزی د لئون، یک خانه‌دار و یک بولینگ‌باز حرفه‌ای بود، که زمانی با تیم فیلیپین در مسابقات تیمی در بازی‌های آسیای جنوب شرقی ۱۹۸۳ مدال طلا را به دست آورد. پدربزرگ مادری او، مانوئل ارنشاو، خواننده اپرا بود که در تئاتر متروپولیتن مانیل اجرا می‌کرد. او یک برادر بزرگتر دارد که هفت سال از او بزرگتر است. وقتی بزرگ شد، خود را درونگرا توصیف می‌کرد: «من هیچ همبازی نداشتم. با خودم و عروسک‌هایم صحبت می‌کردم. لباس می‌پوشیدم. بچه معمولی [که] همیشه در دنیایی خیالی زندگی می‌کند.» اگرچه او از نظر تحصیلی مشکل داشت، اما دی لئون در هنرهای نمایشی عملکردی عالی نشان داد.
او در حالی که در تلاش برای ایجاد حرفه بازیگری بود، به مشاغل مختلفی از جمله به عنوان فالگیر، پیشخدمت و صندوقدار مشغول شد. به دنبال این عدم موفقیت، او تصمیم گرفت بازیگری را برای همیشه کنار بگذارد، اما دخترش او را متقاعد کرد که برای رسیدن به خواست خود استقامت کند. با این انگیزه، او به تلاش خود ادامه داد. دی لئون به خاطر بازی در نقش یک تمیزکننده توالت در یک قایق تفریحی لوکس در کمدی سیاه مثلث غم (۲۰۲۲) به کارگردانی روبن اوستلوند، برنده جایزه گلدباگن و جایزه انجمن منتقدان فیلم لس آنجلس برای بهترین نقش مکمل شد به شهرت و تحسین بین‌المللی دست یافت. او نامزد جایزه گلدن گلوب و جایزه بافتا برای بهترین بازیگر نقش مکمل زن شد تا تبدیل به اولین شخص فیلیپینی شود که نامزد این جایزه شده است.

## زندگی شخصی
دی لئون در سال ۲۰۲۳ اظهار داشت که از همسرش جدا شده و یه عنوان یک والد مجرد چهار فرزند خود را بزرگ کرده است. او با خانواده‌اش در آپارتمان زندگی می‌کند و گفته که از کارهای روزمره خانگی مانند خواندن کتاب، رفتن به سواحل و بازی‌های رومیزی لذت می‌برد. او از ایزابل هوپر به عنوان هنرپیشه‌ای تأثیرگذار یاد کرده و معتقد است که چشمان او به تنهایی بیانگر احساساتش هستند. او همچنین تطبیق پذیری سبک بازیگری مریل استریپ را تحسین می‌کند. د لئون به عنوان بازیگری که در دهه ۵۰ زندگی خود به موفقیت دست یافت، مدافع تنوع در نقش‌هایی است که زنان مسن روی پرده بازی می‌کنند، و استدلال می‌کند که آنها نباید محدود به شخصیت‌هایی با تایپ مادرانه شوند. در سال ۲۰۲۳، از او برای پیوستن به آکادمی علوم و هنرهای تصویری دعوت شد. او سپس به دریافت جایزه فرهنگ و هنر فیلیپین مفتخر گشت و در همان سال مجله وگ بریتانیا دی لئون را یکی از ۳۱ ستاره مشهور جهان معرفی کرد.